# Akron Goodyear Wingfoots
Gli Akron Goodyear Wingfoots sono una società cestistica con sede ad Akron (Ohio), tra le più antiche degli Stati Uniti; venne infatti fondata nel 1918.
Nel suo palmarès figurano tre Coppe Intercontinentali, il successo nella prima edizione della National Basketball League nel 1938 e due titoli di Amateur Athletic Union.

## Storia
La squadra venne fondata nel 1918 dai lavoratori della Goodyear Tire & Rubber Company. Fino al 1922 non fecero parte di alcuna lega, ma dal 1923 al 1930 disputarono il campionato della Amateur Athletic Union. Successivamente la squadra militò in National Industrial League (1931-1936), Midwest Basketball Conference (1936-1937), divenendo poi una delle squadre fondatrici della National Basketball League nel 1937.
I Wingfoots vinsero la prima edizione della NBL nel 1937-1938, sconfiggendo nella serie finale gli Oshkosh All-Stars. Restarono in NBL fino all'interruzione dell'attività cestistica dovuta allo scoppio della seconda guerra mondiale e nel 1946 entrarono a far parte della National Industrial Basketball League rimanendovi fino al 1961.
Per tutti gli anni sessanta e fino al 1972 giocarono nell'Amateur Athletic Union, vincendo il titolo nel 1964 e nel 1967. Negli stessi anni vinsero tre volte la Coppa Intercontinentale: nell'edizione 1967 sconfissero la Pallacanestro Varese; nel 1968 ebbero la meglio sul Real Madrid; nel 1969 si aggiudicarono il terzo trofeo consecutivo ai danni dello Spartak ZJŠ Brno.
Dal 1980 la squadra milita in AAU Elite.

## Stagioni
| Stagione | Lega | Denominazione            | V  | P  | %    | Piazzamento | Play-off   |
| -------- | ---- | ------------------------ | -- | -- | ---- | ----------- | ---------- |
| 1937-38  | NBL  | Akron Goodyear Wingfoots | 13 | 5  | 72,2 | 2º          | Campioni   |
| 1938-39  | NBL  | Akron Goodyear Wingfoots | 14 | 14 | 50,0 | 2º          | -          |
| 1939-40  | NBL  | Akron Goodyear Wingfoots | 14 | 14 | 50,0 | 3º          | -          |
| 1940-41  | NBL  | Akron Goodyear Wingfoots | 11 | 13 | 45,8 | 6º          | -          |
| 1941-42  | NBL  | Akron Goodyear Wingfoots | 15 | 9  | 62,5 | 3º          | Semifinale |

## Palmarès
Titoli NBL: 1
1938
Titoli di Division NBL (Playoffs): 1
1938